# Śmierć jak kromka chleba
Śmierć jak kromka chleba – polski filmowy dramat historyczny z 1994 roku w reżyserii Kazimierza Kutza, oparty na własnym scenariuszu. Film upamiętnia pacyfikację kopalni „Wujek” po wprowadzeniu stanu wojennego w 1981 roku i heroiczny bunt górników przeciwko oddziałom ZOMO i milicji.
Film od samego początku napotykał problemy z dofinansowaniem i produkcją; po premierze cieszył się nikłym zainteresowaniem widowni, budził też kontrowersje pod względem inscenizacyjnego patosu oraz marginalnej reprezentacji kobiet. Śmierć jak kromka chleba odniosła jednak skromny sukces festiwalowy (Złote Grono na Lubuskim Lecie Filmowym). Film wraz z upływem czasu wciąż budził skrajne emocje, lecz część filmoznawców podkreślała, że Śmierć jak kromka chleba pozostaje jednym z najważniejszych polskich filmów o stanie wojennym.

## Tło historyczne i fabuła

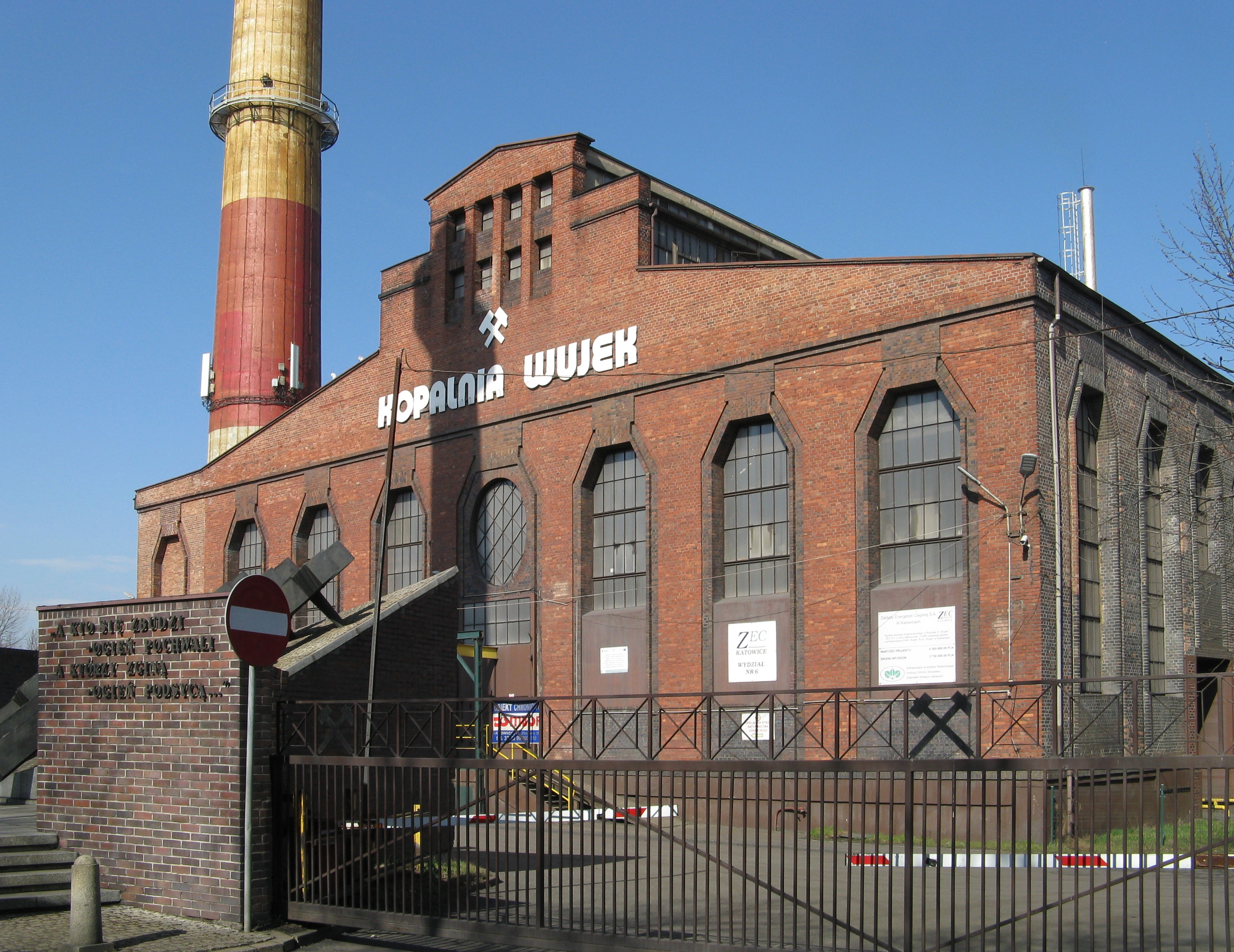
Kopalnia „Wujek” w Katowicach, gdzie rozgrywała się historyczna akcja fabuły filmu

Śmierć jak kromka chleba jest fabularyzowaną wersją wydarzeń historycznych, które zaszły na początku stanu wojennego w 1981 roku, ogłoszonego przez generała Wojciecha Jaruzelskiego. Akcja filmu rozpoczyna się w Katowicach nocą z 12 na 13 grudnia 1981 roku, kiedy grupa zomowców, rozbijając związkową ochronę, wyciągnęła z mieszkania przewodniczącego Komisji Zakładowej NSZZ „Solidarność” w kopalni „Wujek”, Jana Ludwiczaka. Wiadomość szybko dotarła do kopalni. Górnicy, początkowo zaskoczeni, zareagowali spontanicznym protestem, domagając się zniesienia stanu wojennego i uwolnienia Ludwiczaka. Po szturmie wojska, oddziałów ZOMO i milicji protesty zostały stłumione 16 grudnia 1981 roku, a w wyniku walk górników z aparatem przemocy zginęło 9 górników: Józef Czekalski, Józef Krzysztof Giza, Joachim Józef Gnida, Ryszard Józef Gzik, Bogusław Kopczak, Andrzej Pełka, Jan Stawisiński, Zbigniew Wilk i Zenon Zając.

### Streszczenie
Nocą z 12 na 13 grudnia 1981 roku kilkoro funkcjonariuszy Służby Bezpieczeństwa podjeżdża pod mieszkanie Ludwiczaka. Ten odmawia ich wpuszczenia, po czym prosi przez telefon związkowców „Solidarności” o przysłanie ochroniarzy. Ci przybywają, bagatelizują jednak zagrożenie. Niebawem pod to samo mieszkanie przybywa zastęp zomowców, którzy masakrują pałkami twarz jednego z ochroniarzy i siłą zabierają ze sobą Ludwiczaka.
O brutalności wobec Ludwiczaka dowiadują się górnicy z kopalni „Wujek”. Nocą zwołane zostaje zgromadzenie, na którym gremium wyraża oburzenie. Do dyskutujących przedstawicieli górników przybywa Miodek, przewodniczący samorządu pracowniczego, który przekonuje ich o konieczności zwołania strajku. Miodek wraz z podstarzałym górnikiem Skargą składa wizytę księdzu proboszczowi w pobliskiej parafii i prosi go o odprawienie mszy celem podniesienia górników na duchu. Proboszcz wyraża zgodę. Ubierając się, słyszy przez radio wystąpienie generała Wojciecha Jaruzelskiego o wprowadzeniu stanu wojennego. Kiedy dociera na szosę, dostrzega kolumnę czołgów mających spacyfikować „Solidarność”.
Miodek i Skarga wraz z kilkoma górnikami wnoszą krzyż na teren kopalni „Wujek” i przygotowują prowizoryczny ołtarz. Proboszcz również przybywa, witając się z wiernymi i prosząc ich o formalną zgodę na wysłuchanie mszy świętej. Zgoda strajkujących jest jednoznaczna, po czym następuje odprawienie Eucharystii, a górnicy śpiewają pieśń Boże, coś Polskę. Strajkowi sprzeciwia się członek Komisji Zakładowej i współpracownik SB, Trzoda. Na zebraniu jego głos zostaje jednak zignorowany, następuje również zabezpieczenie dokumentów zakładu. Miodek zajmuje się ich przemyceniem w bezpieczne miejsce. Członek Komisji Rewizyjnej, Jurek Putek, nawołuje do rozpoczęcia strajku. Trzoda zostaje wygwizdany przy próbie uciszenia nastrojów; przedstawiciele Wojska Polskiego po wstępnych pertraktacjach ze strajkującymi nadaremnie grożą przedstawicielom „Wujka” aresztowaniem. Pada jednomyślna decyzja o proklamowaniu strajku i przyjęciu hostii.
Komitet strajkowy zauważa jednak wraz z upływem czasu, że dochodzi do dezercji niektórych górników i infiltracji strajkujących przez esbeków. Bezskutecznie górnikom próbuje wyperswadować strajk wiceprzewodniczący Komisji Zakładowej, Hajduk, który zostaje wyprowadzony z kopalni. Strajkujący barykadują wejście do zakładu i żegnają się z bliskimi zza drugiej strony muru, proszą też proboszcza o udzielenie im absolucji zbiorowej, po czym odśpiewują Mazurek Dąbrowskiego. Górników nawiedzają też przedstawiciele Wojskowej Rady Ocalenia Narodowego, którzy zostają wygwizdani po bezskutecznej próbie ugody. Wojskowi i zomowcy rozpoczynają szturm na kopalnię, obrzucając protestujących gazem paraliżującym, lecz przez pewien czas ci stawiają twardy opór pacyfikatorom, chwytając niektórych zomowców i podłamując morale reszty z nich. Oddziały pacyfikacyjne wobec tego sięgają po ostrą broń palną i dopiero wtedy opór górników się załamuje. Postrzelony zostaje między innymi Jurek.
Strajkujący wnoszą do wnętrza budynku kopalni krzyż i ciała zabitych górników. Niebawem przychodzą również notable Wojskowej Rady Ocalenia Narodowego, których górnicy – przed spełnieniem żądań kapitulacji – zmuszają do obejrzenia ciał zamordowanych strajkujących.

## Obsada
Źródło: FilmPolski.pl

- Kazimierz Borowiec – Jan Ludwiczak, przewodniczący Komisji Zakładowej „Solidarności”
- Elżbieta Karkoszka – żona Ludwiczaka
- Janusz Gajos – Miodek, przewodniczący samorządu pracowniczego
- Jerzy Trela – górnik Skarga
- Wiesław Wójcik – górnik
- Jerzy Radziwiłowicz – ks. Henryk Bolczyk, proboszcz
- Mariusz Benoit – górnik Krasucki
- Roman Gancarczyk – górnik Jurek Putek, członek Komisji Rewizyjnej „Solidarności”
- Jan Peszek – pułkownik WP, przedstawiciel WRON
- Przemysław Branny – górnik Tadeusz
- Ryszard Jasiński – górnik Gładysz
- Szymon Kuśmider – górnik Grzegorz Handy
- Teresa Budzisz-Krzyżanowska – lekarka
- Anna Dymna – żona górnika Józefa
- Małgorzata Hajewska – Ania, pielęgniarka w przychodni zakładowej
- Zdzisław Sośnierz – schwytany ZOMO-wiec
- Adam Baumann – górnik
- Czesław Stopka

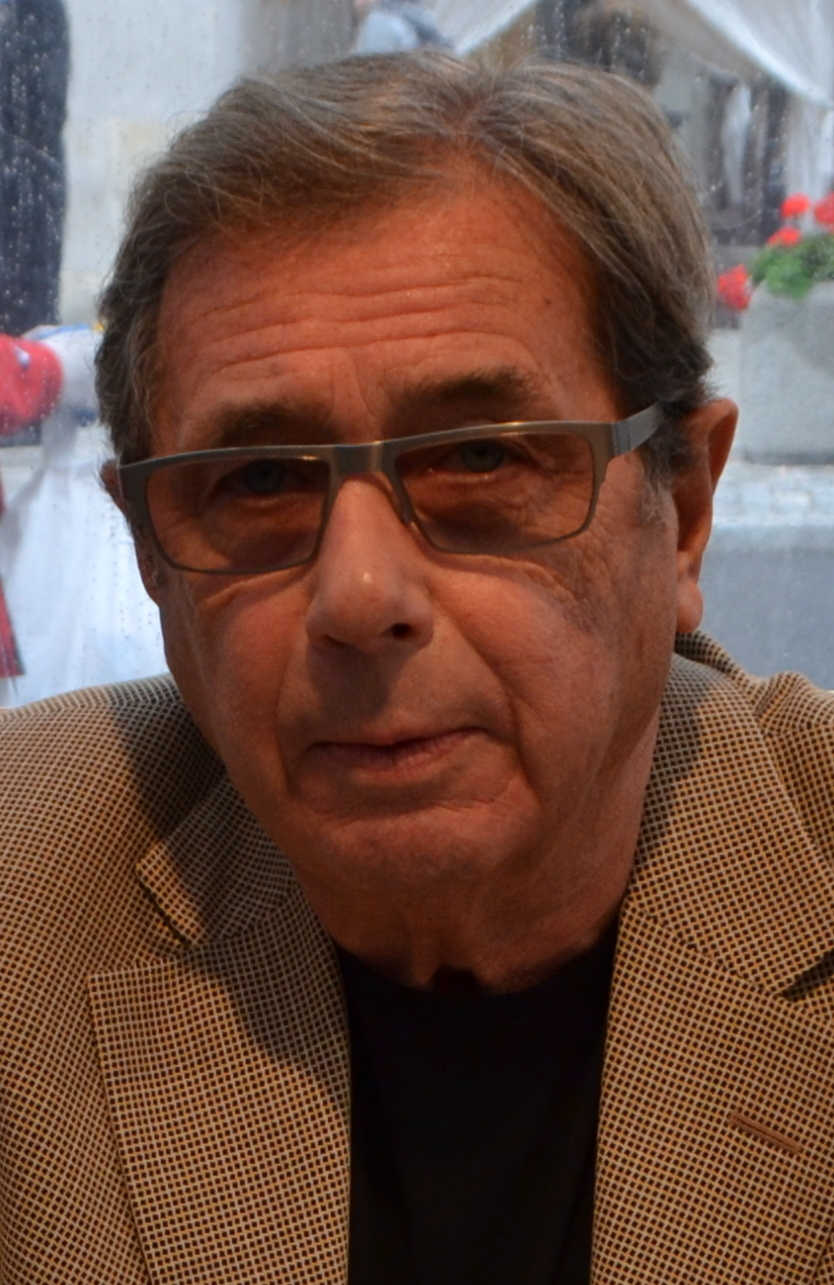
Janusz Gajos
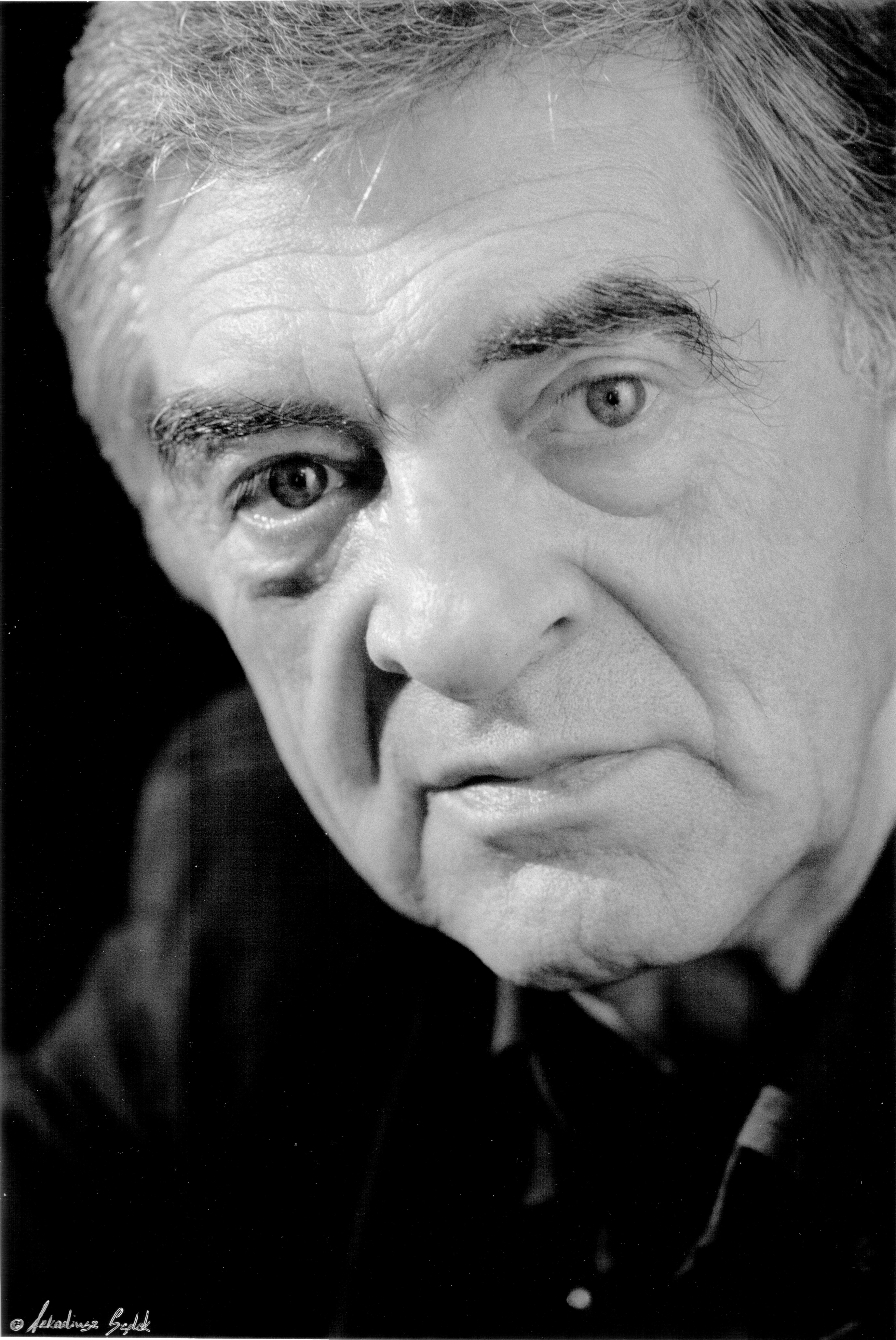
Jerzy Trela
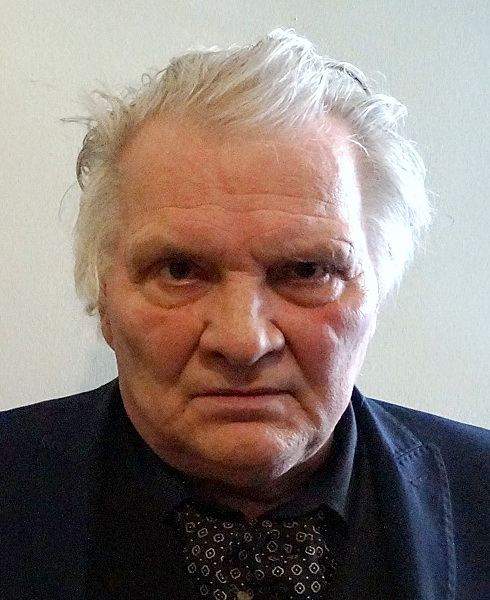
Wiesław Wójcik
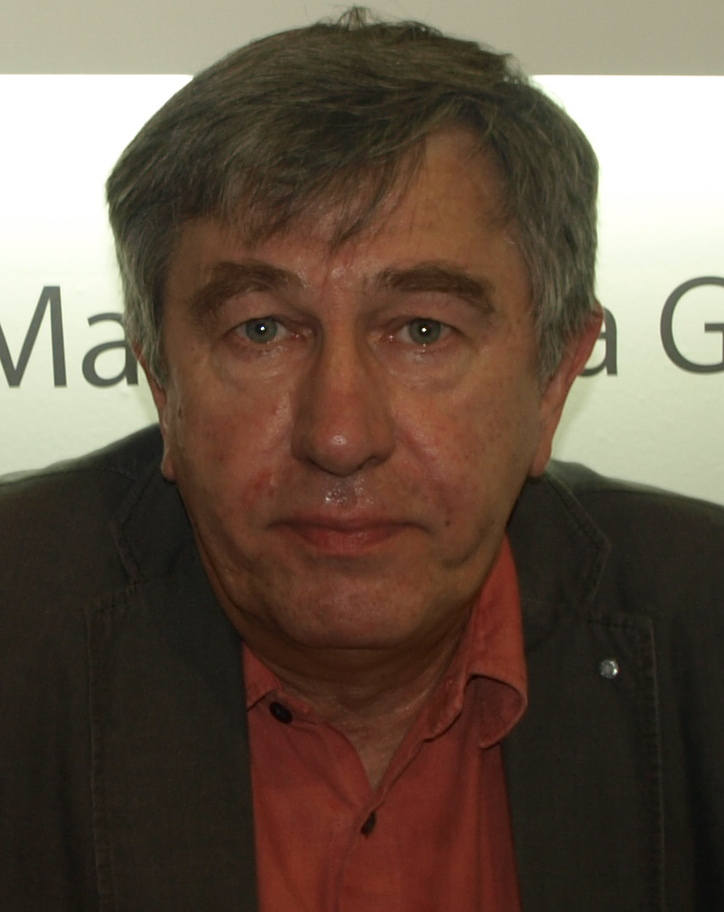
Jerzy Radziwiłowicz
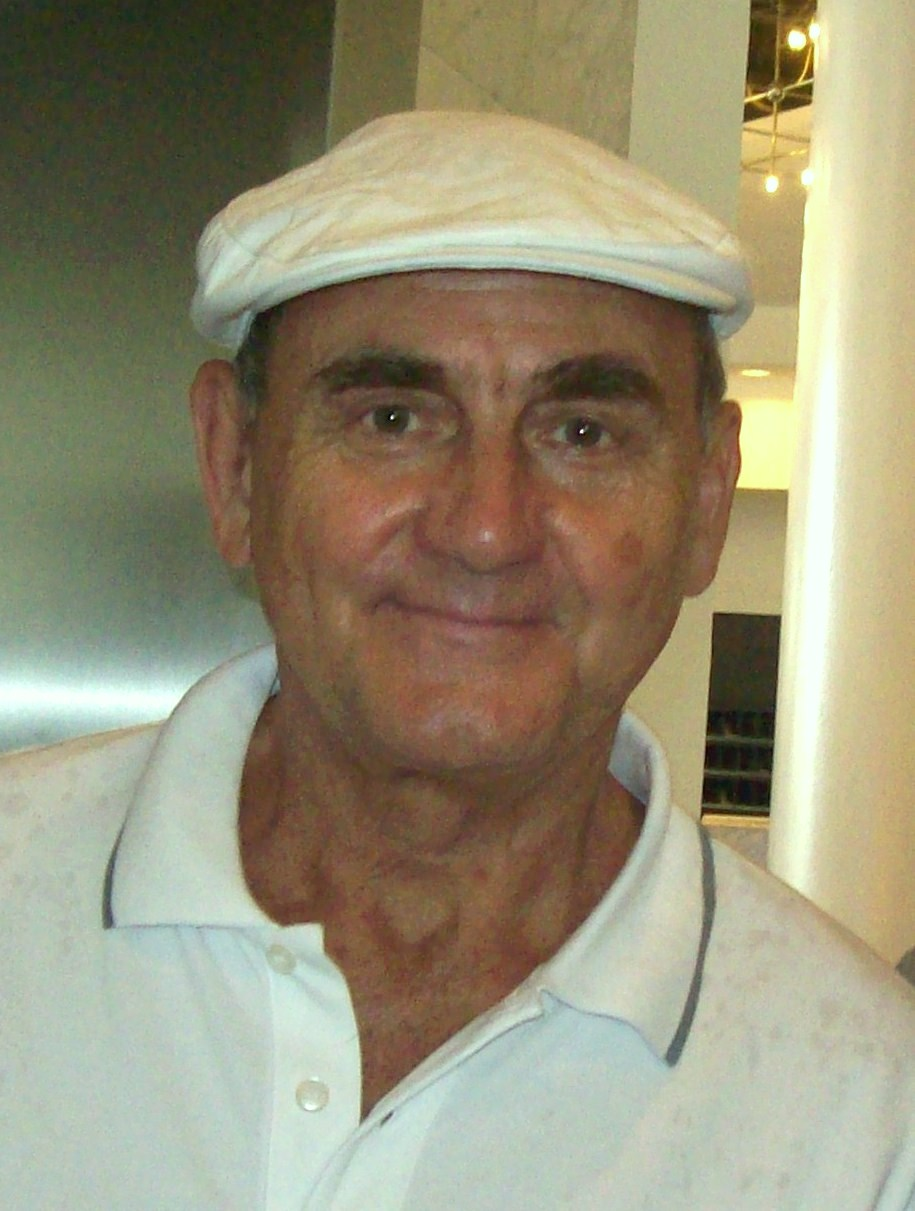
Jan Peszek
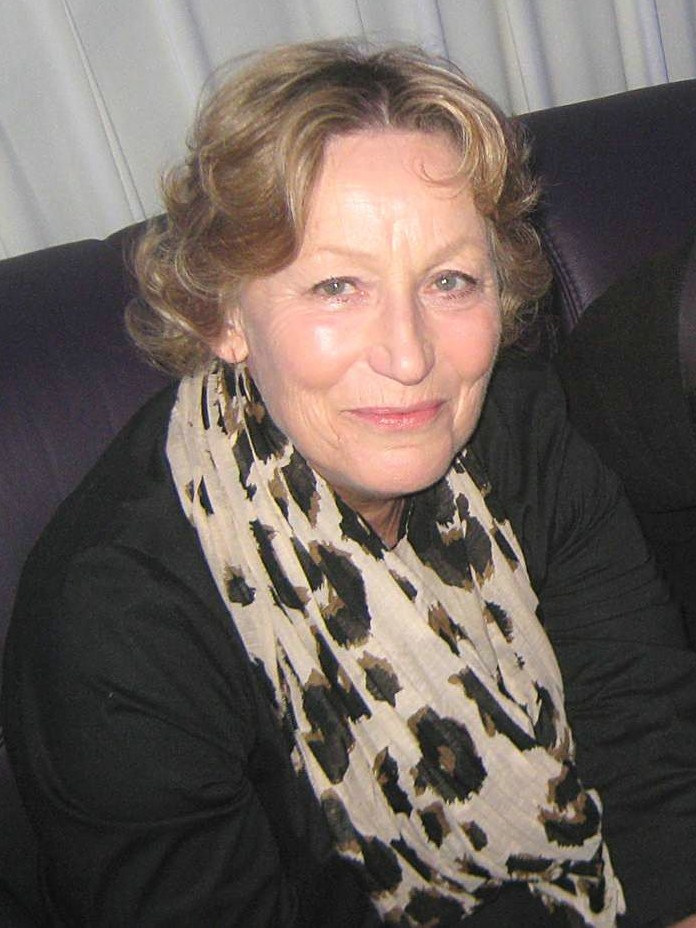
Teresa Budzisz-Krzyżanowska

## Motywy
Śmierć jak kromka chleba zdaniem filmoznawcy Andrzeja Szpulaka opiera się na trzech motywach: słowie, powtórzonych obrazach i ofierze, bliskich etyce chrześcijańskiej. Słowo według Szpulaka jest zapośredniczone przez postać księdza odtwarzanego przez Jerzego Radziwiłowicza. W Śmierci ksiądz okazuje się jedynym autorytetem spoza terenu kopalni, którego górnicy przyjmują na teren kopalni „Wujek” i podbudowuje ich moralnie. W momencie starć górników z siłami pacyfikacyjnymi ksiądz usuwa się w cień, ale dzięki ciągłemu, autentycznemu dialogowi z wiernymi przygotowuje strajkujących do aktu ofiarnego.
W Śmierci powtarzają się również motywy ikonograficzne typowe dla wcześniejszych filmów śląskich Kutza. Szczególną wagę odgrywa pieśń (Boże, coś Polskę, Mazurek Dąbrowskiego), która konsoliduje grupę górników i umacnia ich wzajemną solidarność. Istotny jest również motyw wojny z opresyjną władzą, charakterystyczny dla poprzednich filmów śląskich Kutza i wynikły bardziej z lokalnego etosu aniżeli ducha narodowego. Walka ta służy zachowaniu godności górniczej wspólnoty, tak jak w tryptyku śląskim Kutza, lecz ma swoje moralne granice. Przykładowo milicjanci złapani podczas walki przez górników pozostają nietknięci. Morale górników jest znacznie większe niż zomowców, którzy mimo przewagi w sprzęcie uciekają przed tłumem strajkujących, wyposażonych w prowizoryczne narzędzia obrony. Dopiero strzały z ostrej amunicji powstrzymują strajkujących i zmuszają ich do zaprzestania oporu.
Ostatnim szczególnym motywem jest ofiara o wymiarze pasyjnym. Górnicza wspólnota z „Wujka”, w pełni demokratyczna w sposobie organizacji, staje się bohaterem zbiorowym całej opowieści i w pełni afirmuje chrześcijańską tradycję (symbolikę kielicha oraz krzyża). Tym bardziej dla strajkujących wstrząsająca jest śmierć górników, wydawałoby się zupełnie kwestionująca cały trud górników w walce z oddziałami ZOMO. Szpulak zauważa jednak, że w końcowej scenie, która ukazuje wysokich rangą oficerów nad zamordowanymi buntownikami, półmrok stopniowo zostaje przełamany przez blask zapalonych świec w sąsiedztwie krzyża, wnoszący niewielką nadzieję, iż ofiara nie poszła na marne.

## Produkcja

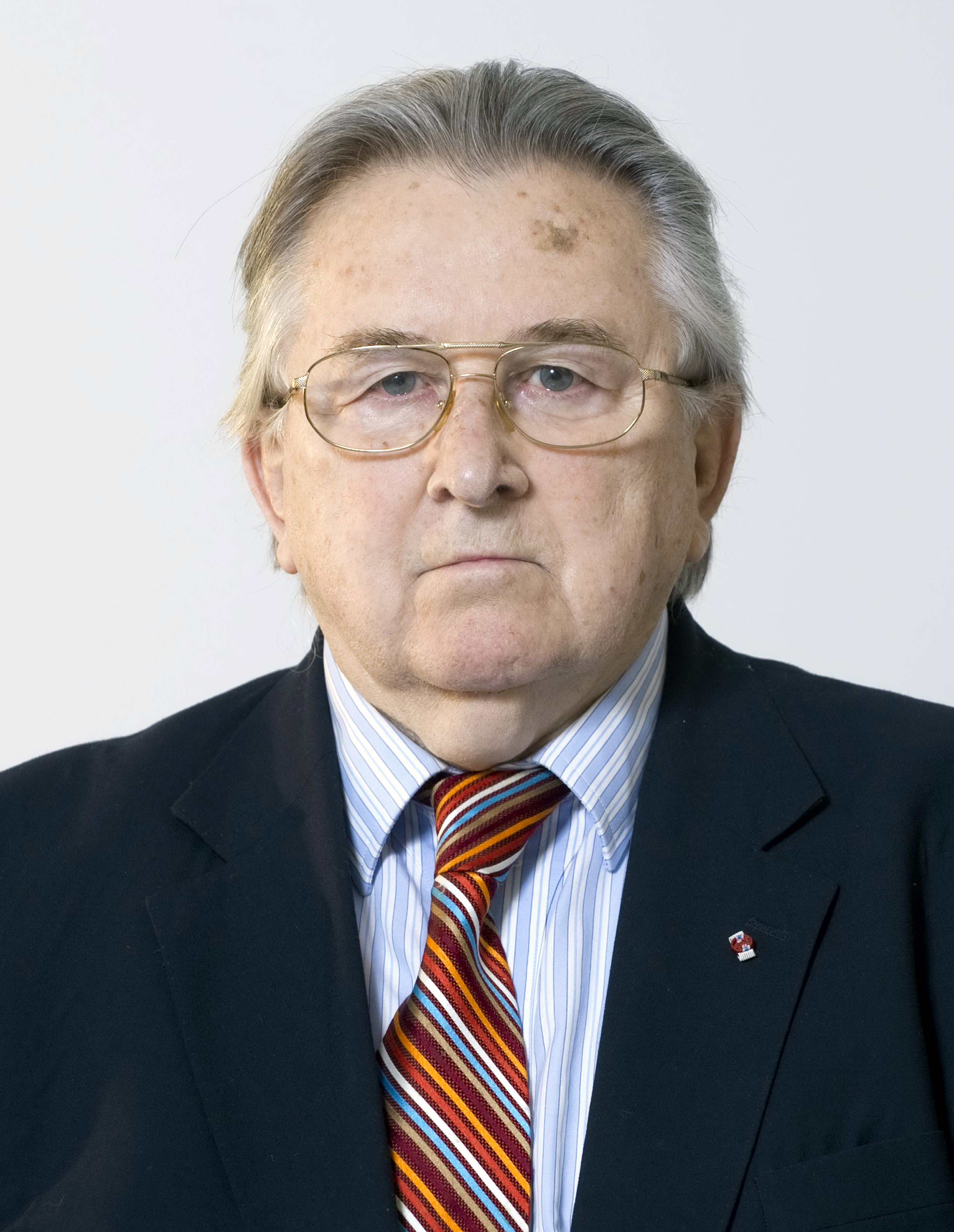
Kazimierz Kutz, reżyser filmu (2013)

Reżyser filmu, Kazimierz Kutz, miał intencję upamiętnienia – bardzo ryzykownego w obliczu wprowadzenia stanu wojennego – buntu śląskich górników przeciwko opresyjnym rządom Wojciecha Jaruzelskiego, tym bardziej że sam został internowany w 1981 roku. Jak sam mówił: „Górnicy zdobyli się na coś, na co nikt się wtedy nie zdobył. Tamta śmierć była ofiarą, darem, kamieniem węgielnym nowego ustroju”. Intencją Kutza była również wierna rekonstrukcja zdarzeń, a jako kanwa literacka posłużyły mu fragmenty wówczas niedokończonej książki Jana Dziadula Rozstrzelana kopalnia.
Projekt Śmierci jak kromki chleba od początku natrafiał na trudności. Reżyserowi wsparcia materialnego odmówił producent Lew Rywin, tłumacząc to brakiem scen erotycznych w scenariuszu. Udziału w rekonstrukcji filmowej odmówiło wojsko, na dofinansowanie filmu nie zgodziła się również Fundacja Kultury. Nakręcenie filmu stało się możliwe głównie za sprawą Społecznego Komitetu Realizacji Filmu Fabularnego o Tragedii w Kopalni Wujek; ostatecznie dołożyły się również Telewizja Polska oraz Ministerstwo Kultury i Sztuki.
W styczniu 1993 roku na plan zdjęciowy specjalnie wynajętym autobusem do Katowic przyjechali aktorzy krakowscy, a inscenizacja walki między górnikami śląskimi a oddziałami ZOMO przypominała „pole bitwy”; statyści odgrywający górników niezwykle wczuli się w rolę, z narastającą nienawiścią nacierając na aktorów imitujących zomowców. 5 lutego 1993 roku podczas kręcenia zdjęć śmierć poniósł dwunastoletni Grześ Nowak, ostrzelany przypadkiem strumieniem wody z armatki.
Zdjęcia kręcono w Katowicach (kościół w Parku Kościuszki na Brynowie, kopalnia "Wujek", rondo przy ul. Powstańców Śląskich) oraz w Zabrzu (kopalnia "Pstrowski - Rokitnica").

## Odbiór

### Początkowe reakcje
Film miał premierę w maju 1994 roku; sprawa Nowaka zbulwersowała część opinii publicznej na tyle, że niektórzy dziennikarze (np. Janusz Nowak z „Gazety Wyborczej”) zadeklarowali bojkot filmu; z kolei znaczna część widzów nie była zainteresowana filmem rozliczeniowym i wolała oglądać komercyjne kino Władysława Pasikowskiego. Ostatecznie film zgromadził w kinach zaledwie kilkadziesiąt tysięcy widzów. Prezydent Lech Wałęsa po uroczystej premierze w kinie „Kosmos” w Katowicach wyszedł bez słowa, nie pożegnawszy się nawet z Kutzem. Część krytyków jednak chwaliła film za trafną obsadę aktorską. Piotr Wojciechowski w recenzji dla „Filmu” pisał: „Świetny jest cały zespół Teatru Starego w Krakowie, mroczny Trela, żarliwy ksiądz-Radziwiłłowicz, dwuznaczny, zagadkowy Peszek. Teresa Budzisz-Krzyżanowska wzniosła się jeszcze ponad ten poziom, nasyciła dynamiczną postać lekarki nie nazwanym, wiarygodnym jednak ciepłem”. Tadeusz Sobolewski w tekście dla „Wyborczej” twierdził, że Kutz „przywrócił nam doświadczenie stanu wojennego w jego czystej postaci”.
Alina Madej i Jakub Zajdel w eseju z 2002 roku próbowali tłumaczyć niepowodzenie filmu napiętą sytuacją polityczną w Polsce; ówczesne elity kraju, pogrążone w „wojnie na górze”, obawiały się ryzyka związanego z reakcją na rozliczenie z epoką Polskiej Rzeczypospolitej Ludowej, a w kraju pokutował wizerunek Śląska jako krainy zaludnionej przez oportunistów uprzywilejowanych przez komunistyczne rządy. Poważny problem mogło też budzić utożsamienie buntu śląskich górników z częścią rzeczywistości śląskiej, nie zaś ogólnopolskiego etosu narodowego.

### Oceny po latach
Z czasem reakcje na film okazały się przychylniejsze. Tadeusz Lubelski pisał o Śmierci jak kromce chleba: „W rekonstrukcyjnym zamiarze film posuwał się do ascezy, skupiony na drobiazgowym opisie wypadków i ograniczający do minimum całą ikonografię i frazeologię czasu »pierwszej Solidarności«”. Lubelski dostrzegał w filmie Kutza nie tyle przejaw buntu solidarnościowego, ile buntu Ślązaków, „przedstawicieli plemienia, które ma wszczepione przekonanie, że złu trzeba się przeciwstawiać czynem”. Zdaniem Lubelskiego czas przyznał rację filmowi, „patetycznemu podzwonnemu dla mitu »Solidarności«”. Inną opinię wyraziła Ewa Mazierska, która porównywała Śmierć pod względem bogoojczyźnianej retoryki do stylu filmów socrealistycznych. Zdaniem Mazierskiej Śmierć „starzeje się źle, przyciągając teraz niewielkie zainteresowanie młodszych widzów. W zasadzie jest dziś interesująca tylko dla historyków kina”.
Krytyczka Paulina Gorlewska w retrospektywie twórczości Kutza dla pisma „Kino” twierdziła, że po pierwszym seansie nie była przekonana do Śmierci: „Pozostawiła ona we mnie poczucie osobistej porażki i jakiejś urazy do Kutza, że jest reżyserem okrutnym, zamęczającym widza ciemnymi kadrami wypełnionymi mnogością postaci, których nie można od siebie odróżnić”. Ponowny seans zmienił jednak jej przekonanie: „przez cały seans drżałam z emocji, jak w przypadku czterech innych filmów śląskich Kutza, a na koniec wstydliwie przełykałam wielką łzę”.
Alicja Helman zauważyła, że Kutz podkreśla istotny czynnik jednoczący społeczność górniczą – „jej związki z religią i Kościołem katolickim, który w tym okresie odgrywał centralną rolę w ruchu oporu zarówno wierzących, jak i niewierzących […]. Górnicy wyrażają się w działaniu, tak jak kapłan wyraża się w homilii, przypominając górnikom o znaczeniu wolności i chrześcijańskim obowiązku czynienia dobra oraz zachęcając ich do wytrwałości”.
Śmierć jak kromka chleba momentami budziła obiekcje pod względem reprezentacji kobiet, zapowiadającej schemat tzw. kina pamięci narodowej z początku XXI wieku. Mazierska krytykowała film za to, że kobiety w Śmierci jak kromka chleba „jawią się albo jako uciążliwe osoby, próbujące nakłonić swoich mężczyzn do wycofania się ze strajku, albo jako służki walczących mężczyzn: pielęgniarki i lekarki, opatrujące rany buntowników”. Podobnie Elżbieta Durys zauważyła, że u Kutza „postacie kobiece ukazane są jako zawodzące żony, które starają się, jak tylko mogą, odciągnąć swoich mężów od służenia wyższym sprawom. Jedyną czynnością, której z pasją oddają się w swoich domach, jest obieranie ziemniaków”.
Film wraz z upływem czasu wciąż budził kontrowersje. Robert Birkholc zarzucał Śmierci momentami „zbyt ostentacyjne uświęcanie przedstawianych wydarzeń”, ale cenił drugą połowę filmu, w której Kutz „z pasją i energią inscenizuje »bitwę« milicji z górnikami: to właśnie wtedy słowo staje się ciałem, a tytułowe porównanie – przejmującym konkretem”. Birkholc podsumowywał: „Mimo swych wad Śmierć pozostaje ważnym świadectwem jednego z najbardziej wstrząsających momentów stanu wojennego”. Także Jan F. Lewandowski podkreślał, iż Śmierć jak kromka chleba „pozostaje ciągle jedynym naprawdę znaczącym filmem powracającym od wypadków stanu wojennego […], przejmującym epickim wspomnieniem pierwszej «Solidarności», zamykającym cykl filmów śląskich Kutza tragicznym akordem”.

## Nagrody
| Rok  | Festiwal/instytucja                                     | Nagroda                                          | Wynik   |
| ---- | ------------------------------------------------------- | ------------------------------------------------ | ------- |
| 1994 | Lubuskie Lato Filmowe                                   | Złote Grono                                      | Wygrana |
| 1994 | Festiwal Polskich Filmów Fabularnych                    | Wyróżnienie Jury                                 | Wygrana |
| 1994 | Festiwal Polskich Filmów Fabularnych                    | Nagroda Prezydenta Gdyni                         | Wygrana |
| 1994 | Festiwal Polskich Filmów Fabularnych                    | Nagroda Komisji Krajowej NSZZ „Solidarność”      | Wygrana |
| 1994 | Klub Krytyki Filmowej Stowarzyszenia Filmowców Polskich | Syrenka Warszawska w kategorii filmu fabularnego | Wygrana |